# Commune (Hongrie)
Pour les articles homonymes, voir Commune (homonymie).
Pour un article plus général, voir Localité (Hongrie).

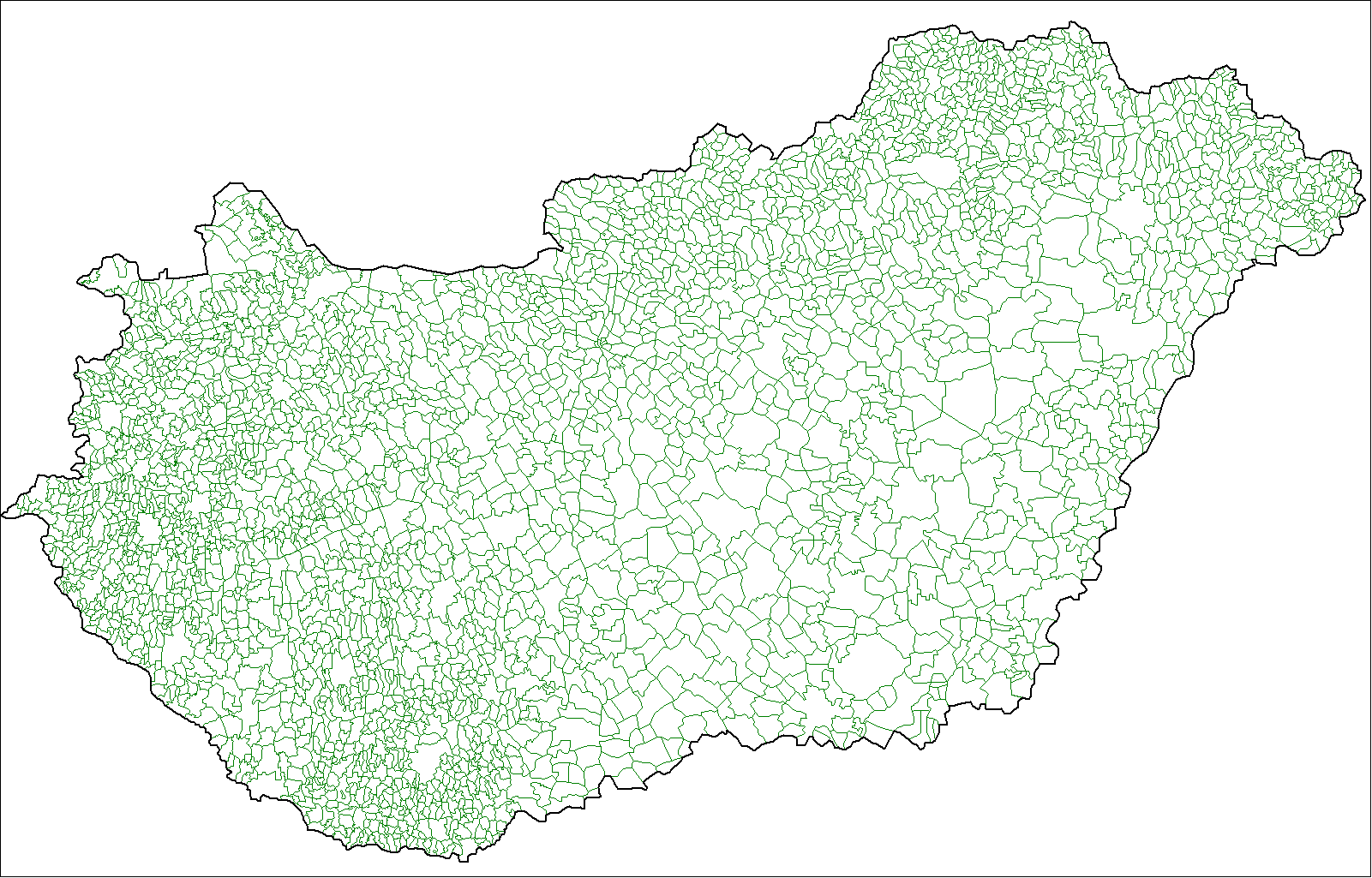
Une commune hongroise : l'unité administrative locale de la hongrie.

La commune (en hongrois : község) désigne les localités hongroises ayant une population inférieure à 5 000 habitants, seuil au-delà duquel la localité devient grande-commune (nagyközség). Toute localité de plus de 300 habitants peut devenir commune à condition d'avoir :
- un aspect autonome et séparé des autres localités ;
- la capacité de former une collectivité locale (önkormányzat) et de s'occuper des affaires locales.

La direction générale (irányítás) du cabinet du bourgmestre (polgármesteri hivatal) est assurée par le bourgmestre (polgármester), et la direction du travail administratif et technique (vezetés) par le « notaire » (jegyző). Le notaire peut être commun à plusieurs communes (körjegyző), où il assure alors notamment la préparation et l'administration du conseil municipal (képviselő-testület) : les communes de moins de 1 000 habitants sont ainsi tenues d'avoir un notaire commun avec les communes voisines, sauf si elles nomment un notaire et créent un bureau de mairie séparé.